# Гуморизм

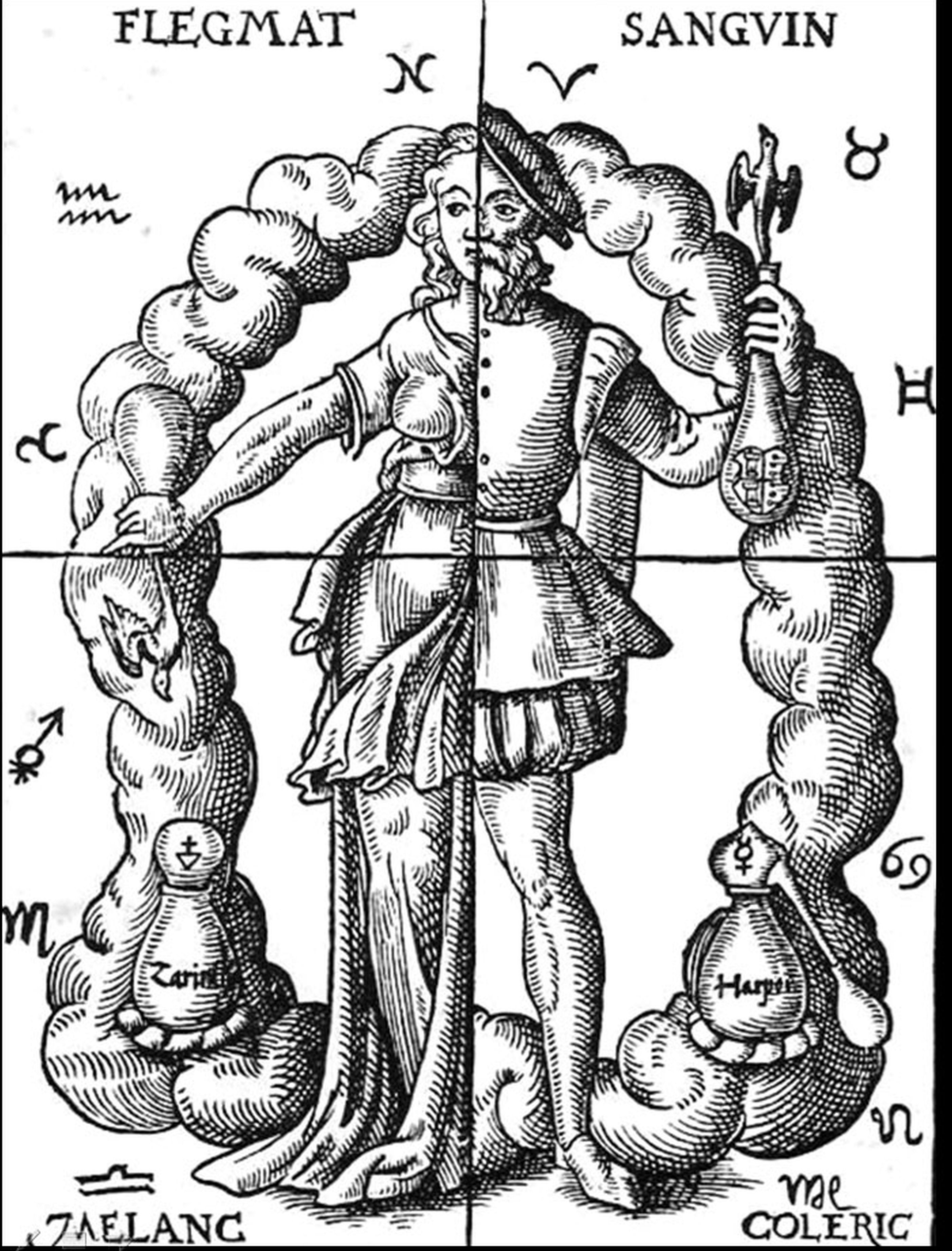
Німецька ілюстрація XVI століття із зображенням чотирьох гуморів: Flegmat (слиз), Sanguin (кров), Coleric (жовч) і Melanc (чорна жовч), розділених між чоловічою та жіночою статтю

Гуморизм, гуморалізм або гуморальна теорія — була системою медицини, підтриманою давньогрецькими та давньоримськими лікарями та філософами, які вважали, що надлишок або нестача будь-якої з чотирьох окремих тілесних рідин у людини, безпосередньо впливає на її темперамент і здоров'я. Чотири рідини за теорією Гіппократа: чорна жовч (Gk. melan chole), жовта жовч (Gk. chole), мокротиння (Gk. phlegma), і кров (Gk. haima), кожна з яких відповідає одному з традиційних чотирьох темпераментів.
Гуморизм почав втрачати популярність у XVII столітті й був остаточно спростований у дослідженнях мікробів. Використання практики в наш час є псевдонауковим.

## Історія
Поняття «гумор» може походити з медицини Стародавнього Єгипту або Межиріччя, але не було систематизовано до часів давньогрецьких мислителів. Слово «гумор» є перекладом грец. χυμός, хімос (буквально «сік», метафорично «смак» чи «аромат»). Ранні тексти з індійської медицини аюрведи представляли теорію трьох або чотирьох гуморів, які вони іноді пов'язували з п'ятьма елементами: землею, водою, вогнем, повітрям і космосом.

## Поєднання з моделлю Емпедокла
Теорія Емпедокла припускала, що існує чотири стихії: земля, вогонь, вода і повітря, причому земля створює природні системи. Оскільки ця теорія була впливовою протягом століть, пізніші вчені поєднали якості, пов'язані з кожним гумором, описані Гіппократом/Галеном, з порами року та «основними елементами», описаними Емпедоклом.
У наступній таблиці показано чотири гумори з відповідними елементами, порами року, місцями формування та відповідними темпераментами:
| Гумор      | Пора року | Вік             | Стихія  | Орган         | Темпераменти       | Темпераменти |
| Кров       | Весна     | Раннє дитинство | Повітря | Печінка       | Теплий і вологий   | Сангвінік    |
| Жовч       | Літо      | Молодість       | Вогонь  | Жовчний міхур | Теплий і сухий     | Холерик      |
| Чорна жовч | Осінь     | Доросле життя   | Земля   | Селезінка     | Холодний і сухий   | Меланхолік   |
| Слиз       | Зима      | Похилий вік     | Вода    | Мозок/Легені  | Холодний і вологий | Флегматик    |